# Zeki Alasya
Zeki Alasya, né le 18 avril 1943 à Istanbul et mort le 8 mai 2015, est un acteur et réalisateur turc.

## Biographie
Il a été popularisé grâce à son duo avec Metin Akpınar avec lequel il a tourné de nombreux films durant la période Yeşilçam. D'origine chypriote turque, il est de la même famille que le grand vizir ottoman Kâmil Paşa. Après avoir étudié au Robert College, il commence sa carrière sur scène en travaillant pour différentes salles avant de cofonder en 1967 le théâtre précurseur « Cabaret Autruche » (Devekuşu Kabare Tiyatrosu) et qui été fermé en 1992,. Il s'est marié trois fois : d'abord avec Oya Alasya en 1969 avec laquelle il a eu une fille qui s'appelle Zeynep en 1976 avant de divorcer en 1987, puis avec Sema Yunak pendant treize ans et enfin avec Jülide Adak, qui était plus jeune que lui d'une trentaine d'années, en 2008,. Il est mort en 2015 d'une maladie du foie.